# Olieslagerssteeg (Amsterdam)

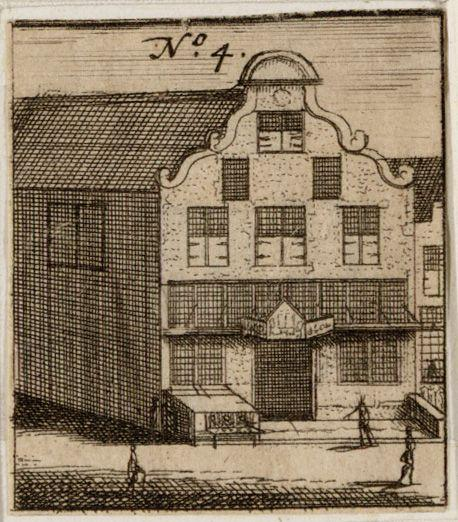
Het voormalige Kistenmakerspand op de hoek van de Kalverstraat en Olieslagerssteeg was oorspronkelijk de kapel van het Sint Jorishof. Ets door Jacobus Verheyden.

De Olieslagerssteeg is een steeg in het centrum van Amsterdam, tussen de Kalverstraat en het Rokin. De steeg ligt in het verlengde van de Heiligeweg. Het is het enige steegje tussen de Kalverstraat en het Rokin in het deel van deze straten dat ten zuiden van het Spui ligt.
De olieslagers, waarnaar de steeg vernoemd is, waren hier in de 15e en 16e eeuw gevestigd, en persten olie uit bijvoorbeeld lijnzaad. In de Olieslagerssteeg werd Haarlemmerolie verkocht als een soort wondermiddel tegen allerlei kwaaltjes.
Het Sint Jorishof, het eerste leprozenhuis van Amsterdam, lag oorspronkelijk aan de Kalverstraat tussen de Olieslagerssteeg en de toenmalige Sint Jorissteeg. Na de verhuizen van het Sint-Jorishof in de 17e eeuw deed de voormalige kapel, later proveniershuis van het Sint Jorishof, het Kistenmakerspand genoemd, nog eeuwen dienst als gildehuis van het Sint Jozefsgilde van timmermannen.
In 1888 huurde een koopman, Joseph Cohen, het pand Kalverstraat 181 op de hoek van de Olieslagerssteeg voor een winkel die bekend werd als Maison de Bonneterie. In 1893 werd de winkel uitgebreid met Kalverstraat 179 en Olieslagerssteeg 6. In 1901 werd ook het Kistenmakerspand opgekocht en vervangen door nieuwbouw van Maison de Bonneterie. Het pand van Maison de Bonneterie is sinds 1974 een rijksmonument.